# Bizana
Bizana est une ville du district d'Alfred Nzo dans la Province du Cap-Oriental en Afrique du Sud. 
C'est le lieu du deuxième mariage de Nelson Mandela avec Winnie Mandela, le 14 juin 1958.